# Simone Lupino
Simone Lupino (Roma, 12 dicembre 1981) è un attore italiano.

## Biografia
Nato a Roma, vive a Castelnuovo di Porto. Conseguito il diploma di grafico pubblicitario, tra il 2002 e il 2003 studia dizione con Antonio Tallura, e recitazione presso la Scuola di Cinema di Roma. Nel 2007 ritorna a studiare recitazione, frequentando The Actor's Academy presso il Teatro comunale Aldo Fabrizi di Morlupo.
Dopo piccoli ruoli in vari cortometraggi, nel 2004 è protagonista del mediometraggio Gli ultimi saranno i primi, regia di Lucio Giordano.
Il suo primo ruolo in televisione è quello di Roberto, interpretato nella soap opera Sottocasa, in onda nel 2006 su Rai Uno. Nello stesso anno gira il suo primo film SoloMetro (2007), opera prima di Marco Cucurnia, prodotta da Michele Placido, in cui è coprotagonista nel ruolo di Massimo Spugnini.
Nel 2007 è co-protagonista del cortometraggio Ganja Fiction, regia di Mirko Virgili, dove interpreta il ruolo di uno spietato pusher. Nel 2008 è sceneggiatore e protagonista del cortometraggio Olio su tela, per la regia di Vittorio Emanuele Gasparri. L'anno successivo inizia a svolgere l'attività di doppiatore.
Nel 2009 recita in Quando si diventa grandi, per la regia di Massimo Bonetti

## Teatro
- LiberaMente 7, scritto e diretto da Ercole Ammiraglia (2007) - Tratto da varie opere di William Shakespeare
- La danza degli scacchi, scritto e diretto da Ercole Ammiraglia (2008) - In memoria del maestro Ingmar Bergman, autore de Il settimo sigillo

## Filmografia

### Cinema

#### Cortometraggi
- 5 amici e una chitarra, regia di Stefano Farina (2003)
- I disoccupati, regia di Vittorio Micelotta (2003)
- Fuga a sorpresa, regia di Valerio Fogliaro (2004)
- Gli ultimi saranno i primi, regia di Lucio Giordano - mediometraggio (2004)
- Senza sosta, regia di Tommaso Agnese (2006)
- Non possiamo farne un dramma, regia di Andrea De Rosa e Gianni Catani (2006)
- Ganja Fiction, regia di Mirko Virgili (2007)
- Olio su tela, regia di Vittorio Emanuele Gasparri (2008)
- Rabbia, regia di Vittorio Emanuele Gasparri (2008)

#### Lungometraggi
- SoloMetro, regia di Marco Cucurnia (2007)
- Quando si diventa grandi, regia di Massimo Bonetti (2010)

### Televisione
- Sottocasa - serie TV (2006)

## Doppiaggio

### Cinema
- Christian Tessier in Yeti - Curse of the Snow Demon
- Daniel Franzese in Stripgirl

### Animazione
- Stanford bambino in My Goldfish Is Evil
- Bambino in 00
- Frank bambino in Le fantastiche avventure di Miss Prudenza
- Rocco in Teen Days
- Billy Brontosaurus in Stone Age